# 존 마리아노
존 마리아노(John Mariano, 1960년 8월 5일 ~ )는 미국의 성우, 배우, 텔레비전 배우이다.
애스토리아에서 태어났다.

## 영화
- 저스티스 리그：워 (2014년)
- 프라이드 앤 글로리 (2008년)
- 위기의 주부들 (2004년)
- 배트맨 - 배트우먼의 미스터리 (2003년)
- 해리와 아치 (1986년)
- 더 영 앤 더 레스트리스 (1973년)